# حير الوحش في العصر العباسي
حير الوحش أو حير الوحوش: ويقصد بالحير: انه بستان واسع فيه أنواع الحيوان. ومن المعروف ان العرب سبقوا غيرهم من الأمم في إنشاء حدائق الحيوان وكانوا يسمونها حيراً. وان العباسيين أول من أقام حدائق الحيوان وفي وقت مبكر من تاريخ الدولة العباسية، وقاموا بالتردد عليها للتفرج والترفيه. ومما يذكر ان الخليفة ابو جعفر المنصور عني بجمع الفيلة في زمانه، وان الخليفة هارون الرشيد كانت له أقفاص للأسود والنمور.
وكان عند الخليفة الأمين جماعة خاصة يركبون البغال يصطادون له الأسود ويضعونها في أقفاص ثم ينقلونها إلى قصره، وكان قد وجه إلى جميع البلدان في طلب الوحوش والسباع والطير.
```
ويذكر ان 
المأمون
 قد أنشأ حير الوحش لزوجته بوران،
[
2
]
 وقد زاد من بهجة القصر الحسني عندما نزل فيه، وذلك بإضافته لميدان واسع للكرة والصولجان، كما أضاف اليه حير الوحوش، ومد إليه فرعاً من 
نهر المعلى
.
```

اما من أقام حيراً للوحش من غير الخلفاء فهذا الوزير ابن مقلة فقد أنشأ حديقة كبيرة للحيوان والتي كانت تتكون من عدة أجربة من الشجر بلا نخل، عمل له شبكة إبريسم وكان يفرخ فيه الطيور التي لا تفرخ إلا في الشجر كالقماري والبلابل والطواويس. ووضع فيها من الغزلان والحمر الوحشي والنعام والأيل.
اما الخليفة المعتصم فقد أمر ببناء حير الوحوش في سامراء على مساحة من الأرض تصل إلى كيلو متر مربع، وكان الحير من أبرز المعالم العمرانية في سامراء وكان يطلق عليه الجوسق، وذكر الجاحظ الحيوانات التي تأنس في حير المعتصم والواثق.
وقام المتوكل بتطويرها وسميت حير المتوكل للوحوش، وكانت مسورة بجدار من الطين لمسافات أبعد من الحديقة، كما كان قربها قصراً جميلاً لنزهة الخليفة ووزرائه وقادته وأمراءه وأسرته، وضمت أعداد كبيرة من الظباء والأيائل والأُسود والطيور والنعام، وزرعت بالأشجار والمغروسات، وحفر في وسطها بركة ماء صناعية، وقد تم حفر نهر النيزك لسحب المياه من النهروان باتجاه حير الوحوش.ويذكر ان المتوكل شيد قصر الحير قريباً من الدكتين المنشأتين على البركة الجعفرية التي تعرف باسم البركة الحسناء، والحير كان موضعاً لتنزهات الخليفة ولأنسه كذلك، والحير كان متصلاً بقصر الخليفة. والشاعر البحتري قد أشار في قصيدة له إلى القصر المشيد قرب الدكتين والحير ونهر النيزك فقال:
وقال ايضاً:
وقام المقتدر بالله باضافة إنشاء الميدان والثريا، إلى الدار أو القصر الحسني وكذا حير الوحوش متصلاً بالدار، وكان فيها من أصناف الوحش تخرج من الحير وتقرب من الناس، وتشممهم وتأكل من أيديهم، وفيها دار لأربعة فيلة مزينة بالديباج والوشي، وبقربها دار فيها مائة سبع.
ومن حدائق الحيوان الشهيرة أيضاً، بستان ابن بسام الذي ضم حير للغزلان وحضيرة للقماري. أما بستان الخليفة القاهر بالله كان بفسحة جريب (فدان) جمع في صحنه صنوفاً من الأطيار القماري والدباسي والشمارير والببغاوات، كلها جلبت من الأمصار.ولما آلت الخلافة إلى الراضي بالله الذي خصص اموالاً للإنفاق على الحير بدار الخلافة العباسية وأرزاق العاملين فيه وأثمان الطعام وتكاليف العلاج للجوارح والعلف والشعير وغيره لسائر الأصناف.